# Корнатка (Малопольське воєводство)
Корнатка (пол. Kornatka) — село в Польщі, у гміні Добчиці Мисленицького повіту Малопольського воєводства.
Населення — 1043 особи (2011).
У 1975-1998 роках село належало до Краківського воєводства.

## Демографія
Демографічна структура станом на 31 березня 2011 року:
|          | Загалом | Допрацездатний вік | Працездатний вік | Постпрацездатний вік |
| -------- | ------- | ------------------ | ---------------- | -------------------- |
| Чоловіки | 516     | 125                | 351              | 40                   |
| Жінки    | 527     | 131                | 302              | 94                   |
| Разом    | 1043    | 256                | 653              | 134                  |